# Competition
Competition (också Competition Eliminator) är en bilklass inom dragracing som bygger på ett handikappsystem vilket låter olika typer och storlekar av bilar tävla tillsammans.  Bilklassen finns representerad i dragracingserier över hela världen.
Klassen är baserad på INDEX (INTE breakout). Detta tillåter handikapp mellan de tävlande när en tung bil med liten motor möter en lätt bil med stor motor. Först över mållinjen är vinnare. Competition har samma regler över hela Europa.
INDEX är den tid som bilen beräknas prestera under ett lopp. Ekipage (bil + förare) vägs och sorteras via en ekvation in i någon av de drygt 50 index-klassen efter då vikt och motorvolym. Index justeras sedan för varje klass automatiskt då man presterat en tid snabbare än 0.6s. under indexklassens index. Det finns klasser för bilar presterande från 6.5s. till 10s. 
SM i klassen Competition
2015 - Jens Eklund
2014 - Per Erik Lindgren
2013 - Jens Eklund
2012 - Per Erik Lindgren
2011 - Per Erik Lindgren
2010 - Tage Avander
2009 - Per Erik Lindgren
2008 - Petri Nagy
2007 - Per-Erik Lindgren
2006 - Janne Ahonen
2005 - Frank Gudmundsen
1999 - Kenneth Feldthusen
1998 - Hans Grankvist
1997 - Jacob Ferrer
1996 - Mikael Callin
1995 - Pekka Rantanen
1994 - Torstein Risdal
1992 - Ingvar Mathisen
1991 - Roland Forsberg
1990 - Michael Malmgren
1989 - Michael Malmgren
1988 - Hans Grankvist
1987 - Michael Malmgren
1986 - Rune Grönlund
1985 - Sven Andersson
1984 - Rolf Cederblad
1983 - Per-Olov Forsberg
1982 - Ingvar Johansson
1981 - Torbjörn Ström
1980 - Roland Forsberg
1979 - Svante Eriksson